# Anaea salvinii
Anaea salvinii är en fjärilsart som beskrevs av Heinrich Neustetter 1929. Anaea salvinii ingår i släktet Anaea och familjen praktfjärilar. Inga underarter finns listade i Catalogue of Life.